# 楊琁
楊 琁（よう せん、生没年不詳）は、後漢の官僚・軍人。字は機平。本貫は会稽郡烏傷県。

## 経歴
交阯刺史をつとめた楊扶の子として生まれた。兄に尚書の楊喬がいた。はじめ孝廉に察挙された。
霊帝のとき零陵太守となった。ときに蒼梧郡と桂陽郡の反乱軍が集結し、近隣の郡県を攻略し、零陵郡にも侵入した。反乱軍の多勢に対して楊琁の戦力は弱体であった。そこで楊琁は特製の馬車数十乗を仕立て、車上に石灰を盛り、馬の尾に布製の縄をつなげておいた。さらに兵車を作り、もっぱら弓弩を用意していた。いざ会戦となると、楊琁は馬車を前面に展開させ、順風に乗せて石灰をばらまいたため、敵軍の視界が奪われた。さらに馬の尾につけていた布に火をつけて焼くと、馬は驚いて敵陣に突進していった。後に続いた兵車が弓弩を乱発し、鉦や太鼓を鳴り震わせた。反乱兵たちは驚いて逃げ散り、楊琁の兵はこれを追撃して多くを斬り、反乱軍の渠帥をさらし首にした。ところが荊州刺史の趙凱により反乱軍を撃破したのは楊琁の功績でないと偽って朝廷に報告されたため、楊琁は檻車に乗せられて洛陽に召還された。楊琁は反乱軍を撃破した事情を具体的に弁明し、趙凱の誣告を明らかにした。楊琁の名誉は回復され、議郎に任じられた。いっぽう趙凱は人を誣告した罪に問われた。
楊琁は3回転任して勃海太守となったが、事件により免官された。後に尚書令の張温の推薦を受けて、洛陽に召し出されて尚書僕射に任じられた。病のため引退を願い出て、家で死去した。

## 伝記資料
- 『後漢書』巻38 列伝第28